# Smoking / No Smoking (film)
Pour les articles homonymes, voir No Smoking.
 (novembre 2024).
Si vous disposez d'ouvrages ou d'articles de référence ou si vous connaissez des sites web de qualité traitant du thème abordé ici, merci de compléter l'article en donnant les références utiles à sa vérifiabilité et en les liant à la section « Notes et références ».
Pour plus de détails, voir Fiche technique et Distribution.
Smoking / No Smoking est une œuvre cinématographique composée de deux films, exploités séparément en salles, réalisé par Alain Resnais, sortie en 1993.
Il s'agit de l'adaptation de la pièce Intimate Exchanges du dramaturge britannique Alan Ayckbourn, créée en 1982. Pour autant, certaines intrigues ne figurent pas dans ces longs-métrages.
L'histoire présente une série de personnages dans un petit village du Yorkshire interprétés par deux comédiens (Sabine Azéma et Pierre Arditi) qui vont nous proposer plusieurs versions de leur vie.
Le film obtient le prix Louis-Delluc en 1993 et le César du meilleur film en 1994.

## Synopsis
| Choix initial    | 5 secondes plus tard   | 5 jours plus tard           | 5 semaines plus tard          | 5 années plus tard           |
| ---------------- | ---------------------- | --------------------------- | ----------------------------- | ---------------------------- |
| Elle fume        | La visite du jardinier | Le jardinier amoureux       | Tempête sous une tente        | Un enterrement               |
| Elle fume        | La visite du jardinier | Le jardinier amoureux       | Tempête sous une tente        | Une nouvelle femme           |
| Elle fume        | La visite du jardinier | Le jardinier amoureux       | La vie d'une terrasse d'hôtel | Un enterrement               |
| Elle fume        | La visite du jardinier | Le jardinier amoureux       | La vie d'une terrasse d'hôtel | Un office d'action de grâces |
| Elle fume        | La visite du jardinier | Une élève appliquée         | Une fête champêtre            | Un baptême                   |
| Elle fume        | La visite du jardinier | Une élève appliquée         | Une fête champêtre            | Retour de l'enfant prodigue  |
| Elle ne fume pas | La visite d'un ami     | Dîner sur la terrasse       | Une partie de golf            | Joyeuses Pâques              |
| Elle ne fume pas | La visite d'un ami     | Dîner sur la terrasse       | Une partie de golf            | Triomphe de l'amitié         |
| Elle ne fume pas | La visite d'un ami     | Confessions dans une remise | Un contestataire              | Une messe de minuit          |
| Elle ne fume pas | La visite d'un ami     | Confessions dans une remise | Un contestataire              | Une école en fêtes           |
| Elle ne fume pas | La visite d'un ami     | Confessions dans une remise | Brumeuses amours              | Un mariage                   |
| Elle ne fume pas | La visite d'un ami     | Confessions dans une remise | Brumeuses amours              | Une cérémonie toute simple   |

### Déroulement des scènes

#### Comment tout commence
L'histoire débute dans le jardin de Celia et Toby Teasdale. Après un hiver particulièrement rude, c'est peut-être le premier jour ensoleillé de l'année. Alors que Célia et sa domestique Sylvie nettoient l'intérieur de la maison, Célia part chercher une échelle dans le jardin lorsque son regard tombe sur un paquet de cigarettes.
Elle peut :
1. soit fumer une cigarette — Voir "La visite du jardinier" ;
2. soit continuer le nettoyage de printemps – Voir "La visite d'un ami".

#### La visite du jardinier
Célia s’assoit et fume sa cigarette. On sonne cinq secondes plus tard et Sylvie vient ouvrir. C'est  Lionel Hepplewick, le jardinier et le gardien de l'école locale où Toby travaille et que Célia a appelé afin qu'il lui aménage son jardin.
Le mariage de Célia et de  Toby bat de l'aile et Lionel fait comprendre à Célia à demi-mot qu'il est disponible, et s'engage à rénover son jardin. Mais il s'est également engagé à venir en aide à Sylvie et à sortir avec elle.
Lionel peut :
1. soit rejeter Sylvie — Voir « Le jardinier amoureux » ;
2. soit sortir avec  Sylvie – Voir « Une élève appliquée ».

#### La visite d'un ami
Célia résiste à la tentation et part chercher l'échelle. Elle n'entend pas la sonnette. Et elle est abordée à la place par Miles Coombs, le meilleur ami de Toby et un membre du conseil de discipline de l'école qu'il dirige dans lequel il a une place importante.
Le comportement de Toby s'est tellement dégradé que les élèves souhaitent quitter l'école et qu'il est sur le point de se faire renvoyer. Même si Miles est persuadé que Toby va changer un jour, Célia s'apprête à le quitter.
Miles peut :
1. soit essayer d'arrondir les angles — Voir "Dîner sur la terrasse" ;
2. soit essayer de défendre Toby tout seul – Voir "Confessions dans une remise".

#### Le jardinier amoureux
Cinq jours plus tard, Lionel nettoie la remise des Teasdale. En l'absence de Toby, Lionel et Célia apprennent à se connaître et quand elle découvre qu'il est apprenti boulanger, Célia lui propose de monter une entreprise avec lui.
Toby revient et promet à Célia qu'il va changer et qu'il va la respecter.
Célia peut :
1. soit refuser  les excuses et commencer son entreprise — Voir "Tempête sous une tente" ;
2. soit rester avec Toby et accepter ses excuses – Voir "La vie d'une terrasse d'hôtel".

#### Une élève appliquée
Au lendemain du rendez-vous entre Sylvie et lui, Lionel et elle nettoient la maison des Teasdale. Célia impressionne Lionel qui en profite pour apprendre à Sylvie à vouloir toujours obtenir le meilleur d'elle-même. Lionel semble toujours impressionné par Sylvie.

#### Dîner sur la terrasse
Cinq jours plus tard Miles et Célia dînent sans leurs conjoints respectifs, qu'ils s'amusent à railler, étant eux-mêmes éméchés. Miles révèle que Célia occupe le centre de ses pensées.

#### Confessions dans une remise
Cinq jours plus tard, Miles et son épouse Rowena marchent quand il se met à pleuvoir et ils s'abritent chez les Teasdale. Dans la remise, Rowena admet qu'elle trompe Miles et décide qu'il doit lui aussi avoir une liaison amoureuse. Elle l'enferme dans la remise quand il refuse et Sylvie vient le délivrer. Elle accepte l'idée qu'il pourrait être infidèle et lui voudrait qu'elle soit sa maîtresse.
Sylvie peut :
1. soit refuser — Voir Un contestataire ;
2. soit accepter – Voir Brumeuses amours.

#### Tempête sous une tente
Cinq semaines plus tard, Célia et Lionel préparent leur stand pour la foire sportive de l'année, mais tout va de travers entre le pain que  Lionel a préparé et qui est tordu, le fait qu'il soit en retard et les ingrédients trempés par la pluie. Célia devient folle et s'en prend à Miles Coombs qui part chercher du secours après l'avoir enveloppée dans un drap.
Miles peut :
1. soit partir chercher Toby — Voir Un enterrement (1) ;
2. soit partir chercher Lionel – Voir Une nouvelle femme.

#### La vie d'une terrasse d'hôtel
Cinq semaines plus tard, Célia et Toby sont en "vacances" dans un hôtel minable et Toby récupère d'une angine de poitrine. Lionel, quant à lui, a refusé de prendre en compte la réponse de Célia et profitant que Toby soit parti se promener, il ne cesse de la courtiser, provoquant une dépression et des hoquets à répétition. Quand Toby revient, Célia lui raconte tout.
Toby peut :
1. soit se bagarrer avec  Lionel — Voir Un enterrement (2) ;
2. soit ignorer Lionel – Voir Un office d'action de grâces.

#### Une fête champêtre
Cinq semaines plus tard, Sylvie aide aux préparatifs de la fête du village. Lionel a perdu son travail, ce qui  fait remettre en cause à Sylvie  leur liaison. Elle entend de la bouche de son amant qu'elle doit cesser les cours particuliers que Toby lui enseigne afin qu'elle devienne une femme du monde. Quand Sylvie en parle à Toby, il la supplie de ne pas gâcher son temps et son intellect, ce qui la frustre.
Sylvie peut :
1. soit épouser Lionel  et fonder une famille avec lui — Voir  Un baptême ;
2. soit se débrouiller elle-même – Voir Le retour de l'enfant prodigue.

#### Une partie de golf
Cinq semaines plus tard, Miles et Toby passent beaucoup de temps ensemble. Malgré la jalousie de Célia, Toby a presque définitivement arrêté de boire. Toby et Rowena se rencontrent et Toby avoue à Rowena que ses frasques mettent son couple en danger, ce à quoi elle répond qu'il devrait passer davantage de temps avec elle et que cela ne la rendrait pas infidèle. Elle va donc l'accoster dans un abri et tenter de le séduire.
Miles peut :
1. soit raviver la flamme avec Rowena — Voir Joyeuses Pâques ;
2. soit rejeter les avances de Rowena – Voir Triomphe de l'amitié.

#### Un contestataire
Miles, dévasté par le rejet de Sylvie, s'est enfermé dans la remise des Teasdale au grand dam de Toby qui voit que Célia et Sylvie le couvent beaucoup trop. Toby demande à Lionel d'enfumer la réserve mais il prend cela trop à cœur. En guise de fidélité, Rowena jette le pantalon de Lionel au feu.
Miles peut :
1. soit quitter Rowena — Voir Une messe de minuit ;
2. soit revenir avec  Rowena – Voir Une école en fêtes.

#### Brumeuses amours
Cinq semaines plus tard, Miles et Sylvie se baladent en Angleterre mais si Miles est ravi, Sylvie l'est beaucoup moins. À cause du brouillard, ils se perdent et un mouton effraie Miles. Sylvie finit par rentrer chez elle et Rowena arrive en apprenant à Miles que la mère de Sylvie est tombée malade.
Miles peut :
1. soit rentrer avec Rowena — Voir Un mariage (2) ;
2. soit rentrer seul – Voir Une Simple Cérémonie.

#### Un enterrement (1)
Cinq ans plus tard, Toby s'occupe de la dépression nerveuse de Célia pendant que Lionel est devenu le fondateur d'une chaîne de restauration rapide.

#### Une nouvelle femme
Cinq ans plus tard, Célia a grâce à Lionel, quitté Toby et dirige une chaîne culinaire. Son état va beaucoup mieux alors que Toby lui est au contraire au plus mal. Lionel est devenu le chauffeur de Célia.

#### Un enterrement (2)
Cinq ans plus tard, Toby est mort et Lionel est devenu un fossoyeur qui n'arrête pas de courtiser Célia qui pourtant rejette ses avances.

#### Un office d'action de grâces
Cinq ans plus tard, Toby dont le comportement ne s'est pas amélioré est désormais séparé de Célia qui regrette de ne pas avoir épousé Lionel. Lui est devenu chauffeur de taxis et a fondé une famille.

#### Un baptême
Cinq ans plus tard, Sylvie et Lionel sont mariés et parents d'enfants qui portent le même prénom que plusieurs poètes et figures de la littérature. Sylvie a demandé à  Toby d'être le parrain de leur petite dernière et celui-ci accepte.

#### Le retour de l'enfant prodigue
Cinq ans plus tard, Toby est interviewé par une journaliste pour un magazine féminin à propos de son école. C'est Sylvie qui l'interroge.

#### Joyeuses Pâques
Miles et Rowena retournent au village après cinq ans de vie en Australie. Toby a succombé à la boisson après en avoir été dépendant longtemps.

#### Triomphe de l'amitié
Cinq ans plus tard, Miles et Toby partagent une maison après avoir quitté leurs épouses respectives. Célia offre à Miles du soutien quant à l'alcoolisme de Toby.

#### Une messe de minuit
Miles revient pour la première fois au village après cinq ans d'absence et Rowena continue à le tromper sans vergogne.

#### Une école en fêtes
Cinq ans plus tard, Miles et Rowena sont toujours ensemble mais cette fois, Rowena ne le trompe plus.

#### Un mariage (2)
Cinq ans plus tard, Sylvie a épousé Lionel et demande à Miles de l'escorter jusqu'à l'autel.

#### Une cérémonie toute simple
Miles a fait une chute mortelle en rentrant seul. Toby et Rowena ont érigé une remise en son honneur, alors que Sylvie vient s’y asseoir, perdue dans ses pensées.

## Fiche technique
Sauf indication contraire, les informations mentionnées dans cette section peuvent être confirmées par les bases de données cinématographiques IMDb et Allociné,  présentes dans la section « Liens externes ».
- Titre original : Smoking / No Smoking
- Réalisation : Alain Resnais
- Scénario et dialogues : Agnès Jaoui et Jean-Pierre Bacri, d'après la pièce Intimate Exchanges d'Alan Ayckbourn
- Musique : John Pattison
- Photographie : Renato Berta
- Son : Bernard Bats
- Décors : Jacques Saulnier
- Costumes : Jackie Budin
- Montage : Albert Jurgenson
- Dessins : Floc'h
- Production déléguée : Bruno Pesery
  - Production associée : Michel Seydoux
- Sociétés de production :
  - France : Arena Films, Caméra One, France 2 Cinéma, Canal+
  - Italie : Alia Films, Cecchi Gori Group Tiger Cinematografica
  - Suisse : Vega Film AG
- Sociétés de distribution : Pyramide Distribution (France), Equinoxe Films (Canade), Filmcooperative (Suisse), Les Films de l'Elysée (Belgique)
- Pays de production :  France,  Italie,  Suisse
- Langue originale : français
- Format : couleur (Eastmancolor) — 1,37:1 (Panavision — 35 mm) —  son Dolby
- Genre : comédie
- Durée : 140 minutes / 145 minutes
- Dates de sortie[1] :
  - France : 15 décembre 1993
  - Italie : 18 novembre 1994

## Distribution
Sauf indication contraire, les informations mentionnées dans cette section peuvent être confirmées par les bases de données cinématographiques IMDb et Allociné,  présentes dans la section « Liens externes ».
- Pierre Arditi : Toby Teasdale / Miles Coombes / Lionel Hepplewick / Joe Hepplewick
- Sabine Azéma : Celia Teasdale / Sylvie Bell / Irene Pridworthy / Rowena Coombes / Josephine Hamilton
- Peter Hudson : le narrateur

## Accueil

### Accueil critique
« [...] en tout état de cause, si Smoking et No Smoking ne sont pas un film testament, ils sont bel et bien la quintessence du cinéma d'Alain Resnais, un cinéma qui nous a souvent conviés à des aventures de spectateur à une époque où elles étaient encore relativement fréquentes, et qui nous y convie une fois encore à une époque où elles le sont beaucoup moins. C'est sans doute pourquoi on sort de la projection ému et heureux, comme après un drôle de voyage, grâce à un metteur en scène qui affirme et nous fait partager sa croyance dans le cinéma. »

— Alain Philippon, Cahiers du cinéma n° 474, décembre 1993, pp. 20-21

## Distinctions
Sauf indication contraire, les informations mentionnées dans cette section peuvent être confirmées par les bases de données cinématographiques IMDb et Allociné,  présentes dans la section « Liens externes ».

### Récompenses
- Prix Méliès 1993
- César 1994 :
  - Meilleur film
  - Meilleur réalisateur pour Alain Resnais
  - Meilleur scénario original ou adaptation pour Jean-Pierre Bacri et Agnès Jaoui
  - Meilleur acteur pour Pierre Arditi
  - Meilleur décor pour Jacques Saulnier
- Berlinale 1994 : Ours d'argent pour une exceptionnelle réussite individuelle pour Alain Resnais

### Nominations et sélections
- César 1994 :
  - Meilleure actrice pour Sabine Azéma
  - Meilleure photographie pour Renato Berta
  - Meilleur son pour Bernard Bats et Gérard Lamps
  - Meilleur montage pour Albert Jurgenson
- Berlinale 1994 : sélection officielle, en compétition pour l'Ours d'or
- Camerimage 1994 : en compétition pour Grenouille d'or de la meilleure photographie pour Renato Berta

## Commentaires
- Si vous ne connaissez pas le sujet, laissez ce bandeau (vous pouvez alors contacter les auteurs).
- Si vous supprimez le contenu mis en cause (vous pouvez préalablement contacter les auteurs),

argumentez précisément cette suppression dans la page de discussion
(un manque de référence n'est pas un argument ; une recherche réelle de référence doit avoir été effectuée, être formellement documentée).
À la fois exercice de style rigoureux dans sa construction et fantaisie, ces deux films réunis sont un exemple typique de « film multiple » de Resnais proposant dans chacun six fins différentes à un début commun. L'origine du titre réside dans le choix que fait un personnage au début de l'histoire : fumer une cigarette (dans Smoking) ou non (dans No Smoking).
Les décors sont volontairement non réalistes, pour rappeler l'origine théâtrale du scénario, et sont toujours situés à l'extérieur, mais tournés en studio.
C'est une réflexion sur le destin, la place du hasard, mais aussi sur l'inutilité des regrets, à travers des personnages ordinaires, mais typés, du loufoque au sinistre, en passant par le raisonnable.
Les 5 personnages féminins sont joués par Sabine Azéma et les 4 masculins par Pierre Arditi, les personnages secondaires sont évoqués, entendus même, mais jamais vus. Le maquillage et les accessoires sont d'autant plus appuyés que le personnage s'éloigne de la norme.